# 巴比饅頭
中饮巴比食品股份有限公司（簡稱：巴比饅頭；上交所：605338，简称：巴比食品），是一家總部位於中華人民共和國上海市的包子店和食品連鎖公司。

## 歷史

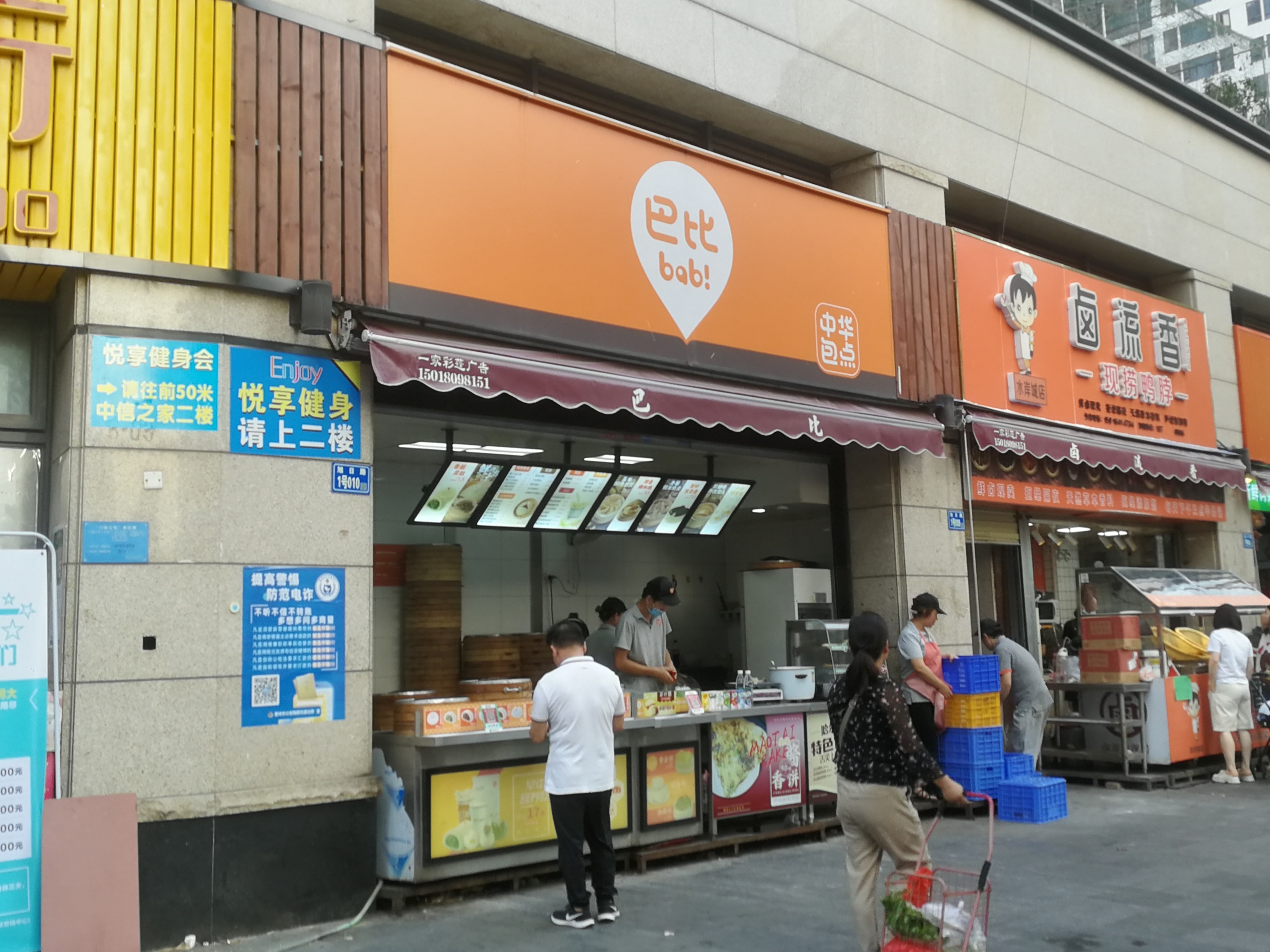
一间位于中国广东省惠州市的门市。

1999年，安徽安慶懷寧縣人劉會平在上海市長寧區遵義路開設首家包子店，但很快就關閉。2000年下半年，劉會平在九江路河南中路路口再次開設饅頭店。2003年，劉會平開始將旗下饅頭店品牌化、連鎖化發展，並取名為巴比饅頭和成立上海巴比餐飲管理有限公司。後店面逐步拓展至中國其他城市。2008年8月，上海中飲餐飲管理有限公司成立，劉會平出任董事長。2015年，中饮巴比曾获得加华资本投资1.05亿元，加华资本合伙人宋向前成为中饮巴比的董事。截至2019年12月末，公司拥有16家直营店、2915家加盟门店。2020年8月，中饮巴比食品股份有限公司获证监会IPO审核首发通过。2020年10月12日，中饮巴比食品有限公司在上海证券交易所上市。

## 外部連結
- 官方网站